# Flotel

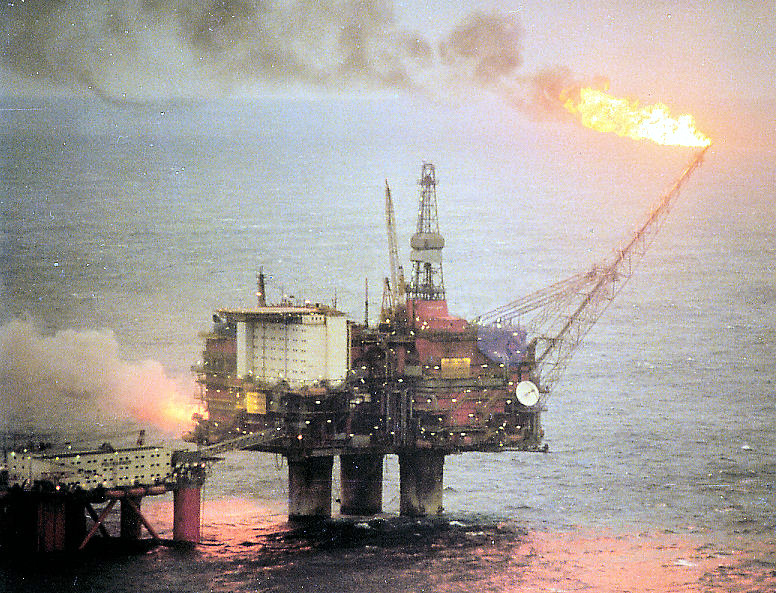
La plataforma petrolífera Statfjord A con el flotel Polymariner.

Un flotel, acrónimo del término hotel flotante, es la instalación de viviendas encima de balsas o plataformas semisumergibles. Los floteles se utilizan como hoteles en ríos o en zonas portuarias, o como vivienda para trabajadores, especialmente en la industria petrolera en alta mar.

## Derrame de petróleo de la Deepwater Horizon
Algunos floteles fueron utilizados para albergar a los trabajadores encargados de las tareas de limpieza de la marea negra de la plataforma petrolífera Deepwater Horizon ocurrida en el año 2010 en el Golfo de México. En algunos casos, las ciudades a lo largo de la costa no pudieron acomodar a la gran cantidad de trabajadores necesarios para la limpieza, por lo que BP utilizó floteles para albergar a algunos de los trabajadores. BP afirmó a los medios que los floteles eran convenientes porque permitían a los trabajadores estar cerca de los lugares de limpieza, reduciendo los tiempos de viaje.

## Pandemia de Coronavirus
En Singapur, dos hoteles flotantes, el Bibby Renaissance y el Bibby Progress, sirvieron como barcos de cuarentena en el mes de marzo de 2021 durante la pandemia de coronavirus.